# 帕尔道
帕尔道是奥地利施蒂利亚州费尔德巴赫县的一个市镇。总面积23.67平方公里，总人口2043人，人口密度86.3人/平方公里（2001年）。